# Wilgenfamilie
De wilgenfamilie (Salicaceae) is een familie van tweezaadlobbige planten. In traditionele zin telde deze familie twee à drie geslachten, waarvan in Nederland en België twee geslachten van nature voorkomen: wilg (Salix) en populier (Populus). Wereldwijd zijn er circa driehonderd soorten wilgen en circa vijfendertig soorten populieren. Volwassen wilgen komen voor als kruipplanten van 5 cm hoog, struiken en bomen tot 25 m hoog. Volwassen populieren komen voor als bomen tussen 15 en 40 m. Een aantal wilgen en populieren is inheems in Nederland en België.
In het Cronquist-systeem (1981) telde deze familie een beperkt aantal genera en vormde ook in haar eentje de orde Salicales.
In het APG II-systeem (2003) is de familie in een grote orde geplaatst en uitgebreid met een deel van wat de familie Flacourtiaceae was. Het aantal geslachten is toegenomen tot vijfenvijftig. Tot de belangrijke te verplaatsen geslachten horen Casearia, Homalium en Xylosma.
Volgens het APG III-systeem (2009) kent de wilgenfamilie de volgende geslachten: 
- Abatia
- Aphaerema
- Azara
- Banara
- Bartholomaea
- Bembicia
- Bennettiodendron
- Bivinia
- Byrsanthus
- Calantica
- Carrierea
- Casearia
- Chosenia
- Dissomeria
- Dovyalis
- Euceraea
- Flacourtia
- Hasseltia
- Hasseltiopsis
- Hecatostemon
- Hemiscolopia
- Homalium
- Idesia
- Itoa
- Laetia
- Lasiochlamys
- Ludia
- Lunania
- Macrohasseltia
- Macrohasseltia

- Neopringlea
- Neoptychocarpus
- Neosprucea
- Olmediella
- Oncoba
- Ophiobotrys
- Osmelia
- Phyllobotryon
- Phylloclinium
- Pineda
- Pleuranthodendron
- Poliothyrsis
- Populus (Populier)
- Priamosia
- Prockia
- Pseudosalix
- Pseudoscolopia'
- Pseudosmelia
- Ryania
- Salix (Wilg)
- Samyda
- Scolopia
- Scyphostegia
- Tetrathylacium
- Tisonia
- Trichostephanus
- Trimeria
- Xylosma
- Zuelania